# Kleine voorjaarsuil
De kleine voorjaarsuil (Orthosia cruda) is een nachtvlinder uit de familie van de nachtuiltjes met een spanwijdte van 28 tot 32 mm. De kleine voorjaarsuil overwintert als pop in de grond.
De kleine voorjaarsuil is makkelijk van andere voorjaarsuilen te onderscheiden doordat hij vrij egaal en licht van kleur is, en kleiner dan de andere voorjaarsuilen.

## Voedsel
De waardplant is vooral de eik, maar ook wilg, berk, iep, hazelaar, lijsterbes en Spaanse aak.

## Verspreiding in Nederland en België
De kleine voorjaarsuil is in Nederland en België een gewone soort die verspreid over de hele regio voorkomt. De vliegtijd is van eind februari tot half mei in één generatie.